# Song Hye-kyo
Song Hye-kyo (송혜교?, Song Hye-gyoLR, Song Hye-kyoMR; Daegu, 22 novembre 1981) è un'attrice sudcoreana.Ha guadagnato popolarità internazionale attraverso ruoli principali in serie tv Ga-eul donghwa (2000), All In (serie televisiva) (2003), Full House (serie televisiva) (2004), Geu gyeo-ul, baram-i bunda (2013), Tae-yang-ui hu-ye (2016), Namjachingu (2018), The Glory (serie televisiva) (2022). I suoi film includono Hwang Jin Yi (film) (2007), The Grandmaster (2013), My Brilliant Life (2014), The Queens (film) (2015).
Nel 2017, Song Hye-kyo si è posizionata al settimo posto nella rivista di Forbes Forbes Korea Power Celebrity 40 list, e sesta nell'anno 2018. Viene definita una della "Troika", insieme a Kim Tae-hee e Jun Ji-hyun, conosciuti collettivamente con l'acronimo "Tae-Hye-Ji". Il successo delle serie televisive di Song l'ha affermata internazionalmente come una delle migliori star Hallyu.

## Biografia

### Vita e formazione scolastica
Quando nacque, era malata e i suoi genitori e medici pensarono che non sarebbe sopravvissuta. Dopo la sua guarigione, i suoi genitori registrarono la data del 26 febbraio 1982 (invece della sua effettiva data di nascita, il 22 novembre 1981).
I suoi genitori divorziarono quando lei era piccola. È cresciuta con sua madre, dopodiché si sono trasferite da Taegu a Seul, dove si è allenata col pattinaggio di figura alle elementari, ma ha smesso quando era in terza media. Song considera sé stessa come timida ed introversa, ma quando ha frequentato Ewha Girls' High School è stata descritta dalla sua insegnante come avente un "carattere allegro, si mescolava bene con i suoi amici ed era sempre di buon umore." Song Hye-kyo ha frequentato l'Università di Sejong, dove si è laureata in Arti cinematografiche.

## Vita privata

### Matrimonio
Il 5 luglio 2017, Song e il collega di Tae-yang-ui hu-ye Song Joong-ki annunciarono il loro fidanzamento tramite le rispettive agenzie. Si sposarono il 31 ottobre 2017 al Shilla Hotel di Seul, tra l'interesse dei media di tutta l'Asia. Alla cerimonia privata parteciparono familiari, amici intimi e colleghi tra cui gli attori Lee Kwang-soo, Yoo Ah-in e Park Bo-gum. 
Il 26 giugno 2019 Song Joong-ki chiese il divorzio, che fu completato a luglio dello stesso anno.
Il 25 luglio 2019, Song Hye-kyo ha presentato una denuncia contro quindici netizen online per "diffusione di informazioni false, diffamazione e insulto".

### Controversie
Nell'agosto 2014, in seguito all'esposizione involontaria di un politico che sovrintendeva all'amministrazione del Servizio Fiscale Nazionale della Corea del Sud, Song si è scusata pubblicamente per aver commesso un'evasione fiscale quando ha sostenuto spese non documentate. In risposta alle accuse di aver sottopagato le imposte sul reddito dal 2009 al 2011 per un totale di 2,56 miliardi di ₩, ha sostenuto che il suo commercialista aveva gestito male i suoi documenti a sua insaputa. Dopo aver ricevuto la notifica dall'NTS nell'ottobre 2012, Song ha pagato il saldo fiscale dovuto più la sottovalutazione delle sanzioni fiscali sul reddito per un totale di 3,8 miliardi di ₩ (3,7 milioni di dollari). A Song sono stati nuovamente fatturati altri 700 milioni di ₩ nell'aprile 2014 a fronte della sua dichiarazione dei redditi del 2008, a seguito della verifica quinquennale richiesta dalla legge trascurata dalla notifica del 2012.

### Filantropia
Song è conosciuta per la partecipazione attiva al volontariato, specialmente con gli animali. Partecipa regolarmente alle attività collegate da KARA.
È anche conosciuta per le sue frequenti e grandi donazioni sociali.

## Filmografia

### Cinema
- Parang juuibo (파랑 주의보?|), regia di Jeon Yun-su (2005)
- Hwang jin yi (황진이?), regia di Chang Yoon-hyun (2007)
- Fetish, regia di Soopum Sohn (2008)
- Camellia (카멜리아?), regia di Jang Jun-hwan, Isao Yukisada e Wisit Sasanatieng (2010)
- Countdown (카운트다운?), regia di Oh Jung-wan e Jo Kwang-hee (2011)
- Oneul (오늘?), regia di Lee Jeong-hyang (2011)
- The Grandmaster (一代宗師S), regia di Wong Kar-wai (2013)
- Dugeun dugeun nae insaeng (두근두근 내 인생?), regia di E J-yong (2014)
- The Crossing (太平轮S), regia di John Woo (2014)
- Wǒ shì nǚwāng (我是女王S), regia di Annie Yi (2014)

### Televisione
- Cheotsarang (첫사랑?) - serie TV (1996-1997)
- Jjak (짝?) - serie TV (1997)
- Soonpoong sanbooingwa (순풍 산부인과 ?) - serie TV (1998-2000)
- Baekya 3.98 (백야 3.98?) - serie TV (1998)
- Dalkkomhan shinbu (달콤한 신부?) - serie TV (1999-2000)
- Ga-eul donghwa (가을동화?) - serie TV (2000)
- Hotelier (호텔리어?) - serie TV (2001)
- Suhocheonsa (수호천사?) - serie TV (2001)
- All In (올인?) - serie TV (2003)
- Haetbit ssodajida (햇빛 쏟아지다?) - serie TV (2004)
- Full House (풀하우스?) - serie TV (2004)
- Geudeur-i saneun sesang (그들이 사는 세상?) - serie TV (2008)
- Geu gyeo-ul, baram-i bunda (그 겨울, 바람이 분다?) - serie TV (2013)
- Tae-yang-ui hu-ye (태양의 후예?) - serie TV (2016)
- Namjachingu (남자친구?) - serie TV (2018-2019)
- Jigeum, he-eojineun jung-imnida (지금, 헤어지는 중입니다?) – serie TV (2021-2022)
- The Glory - serie TV (2022)

## Videografia
- 1996 – This Promise - Kim Soo-keun
- 2000 – Curious Destiny - Shin Sung-woo
- 2000 – Once Upon a Day - Kim Bum-soo

## Discografia
- 2012 – Switch: Be White (feat. John Park, Laneige)[34]

## Riconoscimenti
| Anno | Premio                                             | Categoria                                     | Lavoro Nominato               | Risultato       | Note          |
| ---- | -------------------------------------------------- | --------------------------------------------- | ----------------------------- | --------------- | ------------- |
| 1996 | SunKyung Smart Model Contest                       | Grand Prize                                   |                               | Vincitore/trice | [ 35 ]        |
| 1998 | SBS Drama Awards                                   | Best New Actress in a Sitcom                  | Soonpoong Clinic, How Am I?   | Vincitore/trice | [ 36 ]        |
| 2000 | KBS Drama Awards                                   | Photogenic Award, Actress                     | Autumn in My Heart            | Vincitore/trice | [ 37 ]        |
| 2000 | KBS Drama Awards                                   | Popularity Award, Actress                     | Autumn in My Heart            | Vincitore/trice | [ 37 ]        |
| 2001 | 37th Baeksang Arts Awards                          | Most Popular Actress (TV)                     | Autumn in My Heart            | Vincitore/trice | [ 38 ]        |
| 2001 | 37th Baeksang Arts Awards                          | Best New Actress (TV)                         | Autumn in My Heart            | Candidato/a     |               |
| 2001 | Gold Song Awards (Hong Kong)                       | Top Korean Star                               |                               | Vincitore/trice | [ 39 ]        |
| 2001 | 16th Golden Disk Awards                            | Popular Music Video Award                     | Kim Bum-soo's Once Upon a Day | Vincitore/trice | [ 40 ] [ 41 ] |
| 2001 | SBS Drama Awards                                   | Top 10 Stars                                  | Guardian Angel                | Vincitore/trice | [ 42 ]        |
| 2001 | SBS Drama Awards                                   | SBSi Award                                    | Guardian Angel                | Vincitore/trice | [ 42 ]        |
| 2002 | CETV Awards                                        | Top 10 Asian Entertainers                     | N.D.                          | Vincitore/trice | [ 43 ]        |
| 2003 | SBS Drama Awards                                   | Top 10 Stars                                  | All In                        | Vincitore/trice | [ 44 ]        |
| 2003 | SBS Drama Awards                                   | Top Excellence Award, Actress                 | All In                        | Vincitore/trice | [ 44 ]        |
| 2004 | KBS Drama Awards                                   | Best Couple with Rain                         | Full House                    | Vincitore/trice | [ 45 ]        |
| 2004 | KBS Drama Awards                                   | Popularity Award, Actress                     | Full House                    | Vincitore/trice | [ 45 ]        |
| 2004 | KBS Drama Awards                                   | Top Excellence Award, Actress                 | Full House                    | Vincitore/trice | [ 45 ]        |
| 2005 | 41st Baeksang Arts Awards                          | Best Actress (TV)                             | Full House                    | Candidato/a     |               |
| 2006 | 42nd Baeksang Arts Awards                          | Best New Actress (Film)                       | My Girl and I                 | Candidato/a     | [ 46 ]        |
| 2006 | 43rd Grand Bell Awards                             | Best New Actress                              | My Girl and I                 | Candidato/a     | [ 47 ]        |
| 2007 | 28th Blue Dragon Film Awards                       | Best Actress                                  | Hwang Jin Yi                  | Candidato/a     | [ 48 ]        |
| 2007 | 6th Korean Film Awards                             | Best New Actress                              | Hwang Jin Yi                  | Vincitore/trice | [ 49 ]        |
| 2008 | KBS Drama Awards                                   | Excellence Award, Actress in a Miniseries     | Worlds Within                 | Candidato/a     |               |
| 2009 | Shanghai New Entertainment All Star Charity Awards | Most Charming Charity Star Award              |                               | Vincitore/trice | [ 50 ]        |
| 2009 | 43rd Taxpayer's Day                                | Prime Minister's Commendation                 |                               | Vincitore/trice | [ 51 ]        |
| 2011 | 12th Women in Film Korea Awards                    | Best Actress                                  | Oneul                         | Vincitore/trice | [ 52 ] [ 53 ] |
| 2013 | 49th Baeksang Arts Awards                          | Best Actress (TV)                             | That Winter, the Wind Blows   | Candidato/a     | [ 54 ]        |
| 2013 | 7th Mnet 20's Choice Awards                        | 20's Drama Star – Female                      | That Winter, the Wind Blows   | Candidato/a     | [ 55 ]        |
| 2013 | 8th Seoul International Drama Awards               | Outstanding Korean Actress                    | That Winter, the Wind Blows   | Candidato/a     |               |
| 2013 | 6th Korea Drama Awards                             | Daesang (Grand Prize)                         | That Winter, the Wind Blows   | Candidato/a     | [ 56 ]        |
| 2013 | 2nd APAN Star Awards                               | Top Excellence Award, Actress                 | That Winter, the Wind Blows   | Candidato/a     |               |
| 2013 | 2nd APAN Star Awards                               | Daesang (Grand Prize)                         | That Winter, the Wind Blows   | Vincitore/trice | [ 57 ]        |
| 2013 | SBS Drama Awards                                   | Top Excellence Award, Actress in a Miniseries | That Winter, the Wind Blows   | Vincitore/trice | [ 58 ]        |
| 2013 | SBS Drama Awards                                   | Top 10 Stars                                  | That Winter, the Wind Blows   | Vincitore/trice | [ 58 ]        |
| 2013 | SBS Drama Awards                                   | Best Couple with Jo In-sung                   | That Winter, the Wind Blows   | Candidato/a     |               |
| 2016 | 52nd Baeksang Arts Awards                          | Best Actress (TV)                             | Descendants of the Sun        | Candidato/a     | [ 59 ]        |
| 2016 | 52nd Baeksang Arts Awards                          | Most Popular Actress (TV)                     | Descendants of the Sun        | Vincitore/trice | [ 60 ]        |
| 2016 | 52nd Baeksang Arts Awards                          | iQiyi Global Star Award                       | Descendants of the Sun        | Vincitore/trice | [ 61 ]        |
| 2016 | 5th APAN Star Awards                               | Daesang (Grand Prize)                         | Descendants of the Sun        | Candidato/a     | [ 62 ]        |
| 2016 | 5th APAN Star Awards                               | Top Excellence Award, Actress in a Miniseries | Descendants of the Sun        | Candidato/a     | [ 62 ]        |
| 2016 | 5th APAN Star Awards                               | Best Couple with Song Joong-ki                | Descendants of the Sun        | Vincitore/trice | [ 63 ] [ 64 ] |
| 2016 | 7th Korean Popular Culture & Arts Awards           | President's Award                             |                               | Vincitore/trice | [ 65 ] [ 66 ] |
| 2016 | 1st Asia Artist Awards                             | Best Artist Award, Actress                    | Descendants of the Sun        | Candidato/a     |               |
| 2016 | 30th KBS Drama Awards                              | Daesang (Grand Prize)                         | Descendants of the Sun        | Vincitore/trice | [ 67 ] [ 68 ] |
| 2016 | 30th KBS Drama Awards                              | Top Excellence Award, Actress                 | Descendants of the Sun        | Candidato/a     | [ 67 ] [ 68 ] |
| 2016 | 30th KBS Drama Awards                              | Excellence Award, Actress in a Miniseries     | Descendants of the Sun        | Candidato/a     | [ 67 ] [ 68 ] |
| 2016 | 30th KBS Drama Awards                              | Best Couple with Song Joong-ki                | Descendants of the Sun        | Vincitore/trice | [ 67 ] [ 68 ] |
| 2016 | 30th KBS Drama Awards                              | Asia Best Couple with Song Joong-ki           | Descendants of the Sun        | Vincitore/trice | [ 67 ] [ 68 ] |

## Libri
- Song Hye-kyo's Moment, Nangman Books, 2011, ISBN 978-8994842127
- It's Time for Hye-kyo, Nangman Books, 2012, ISBN 978-7514331134